# Bitva u Lipska
Bitva u Lipska (známá též jako Bitva národů) byla rozhodující a největší bitva napoleonských válek. Odehrála se ve dnech 16. října až 19. října 1813 u německého Lipska. Po porážce Napoleonovy Grande Armée během ruského tažení byly nejlepší Napoleonovy jednotky vyhlazeny a nejpočetnější armáda světa téměř přestala existovat. Napoleonovi spojenci Rakousko, Prusko, a Švédsko přešli na ruskou stranu a následně rozdrtili v té době už podstatně slabší armádu francouzského císaře Napoleona. Ten krátce poté rezignoval a byl umístěn ve vyhnanství na ostrově Elba. Části koaličních vojsk (s výjimkou ruských vojsk) velel kníže Karel Filip ze Schwarzenbergu, autorem spojeneckých plánů byl náčelník jeho štábu Josef Václav Radecký z Radče, rakouskému dělostřelectvu velel vrchní velitel rakouského dělostřelectva generálmajor Josef von Smola. Car Alexandr I. si ponechal výlučné velení nad ruskými vojsky. V průběhu bitvy byl plán ovšem modifikován podle návrhů cara Alexandra a knížete Volkonského, protože původní plán by pravděpodobně skončil neúspěchem a porážkou koaličních sil.
Carův úsudek se ukázal jako správný, akce ruských jednotek a jednotek generála Blüchera se ukázaly být stěžejní při zastavení masivního francouzského útoku na jihu u Gulden Gossy, na stejném místě, kde car předpovídal hlavní útok Francouzů. Zatímco na počátku bitvy podle původního Schwarzenbergova plánu rakouské jednotky u řeky Pleissy neuspěly. Car Alexandr přesvědčil Schwarzenberga k vypracování nového plánu, díky němuž později společné akce Rusů, Rakušanů a Prusů vedly k obklíčení a zničení většiny napoleonských sil.

## Bitva

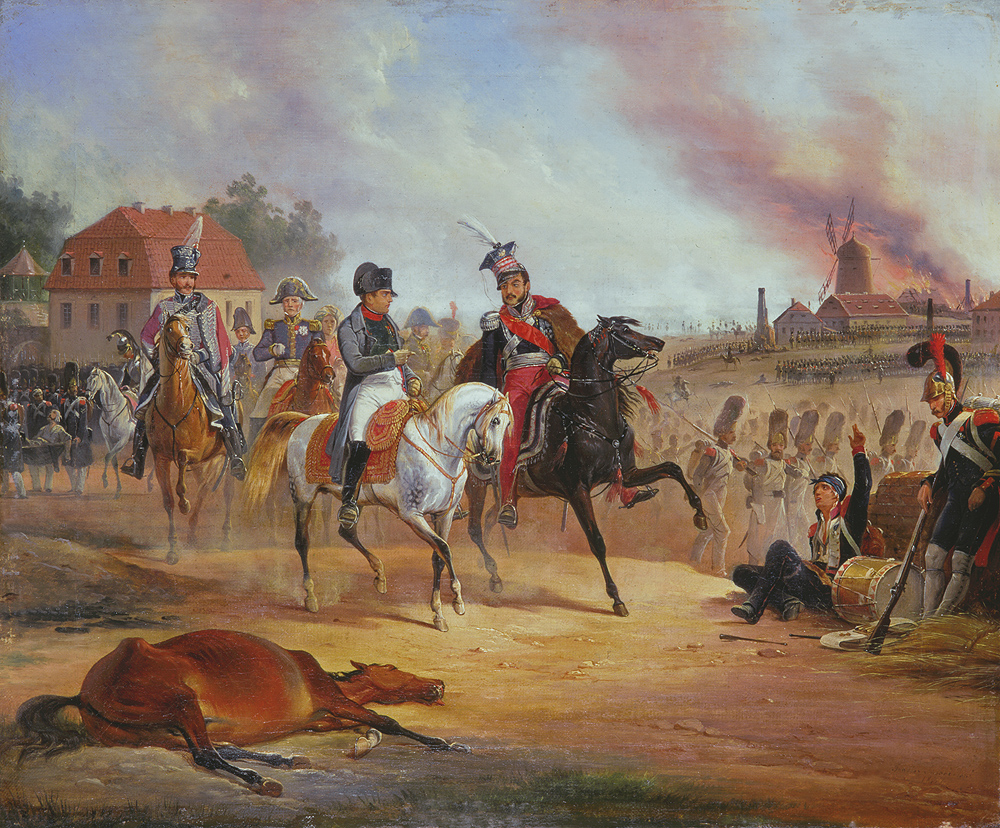
Napoleon a Poniatowski v Lipsku, malba January Suchodolski

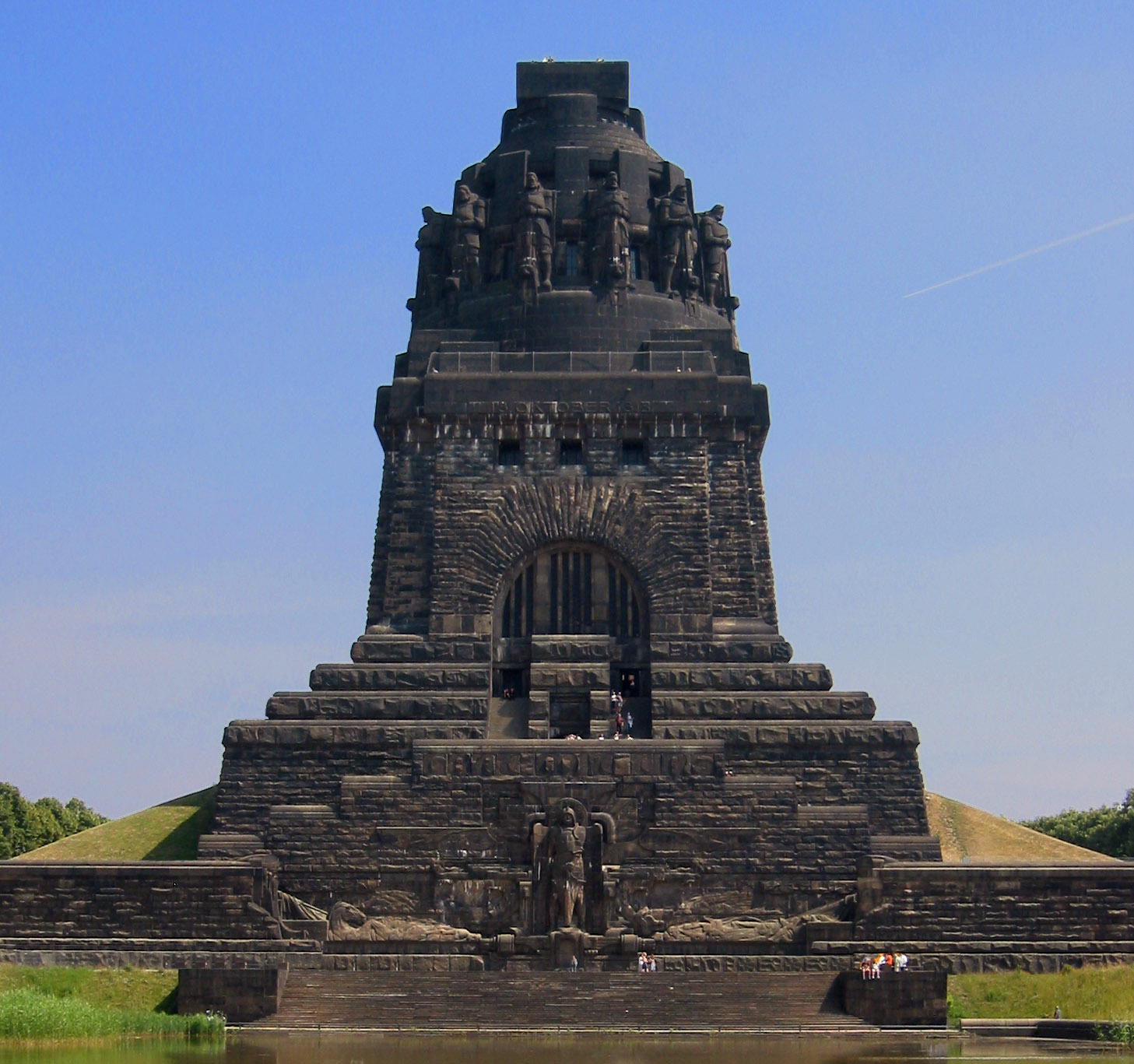
Památník Bitvy národů

Bitva začala 16. října útokem 78 000 spojeneckých vojáků z jihu a 54 000 ze severu, Napoleon měl větší množství své armády na jihu. Spojenecký útok nebyl příliš úspěšný a byl přinucen ustoupit, ale ani Napoleonovy oddíly nebyly schopné prolomit přesilu na protivníkově linii. Výsledkem prvního dne bojů byl pat.
Následující den byl v celku klidný, protože obě strany organizovaly svoje posily. Francouzi posílili o 14 000 mužů zatímco spojenci o 145 000.

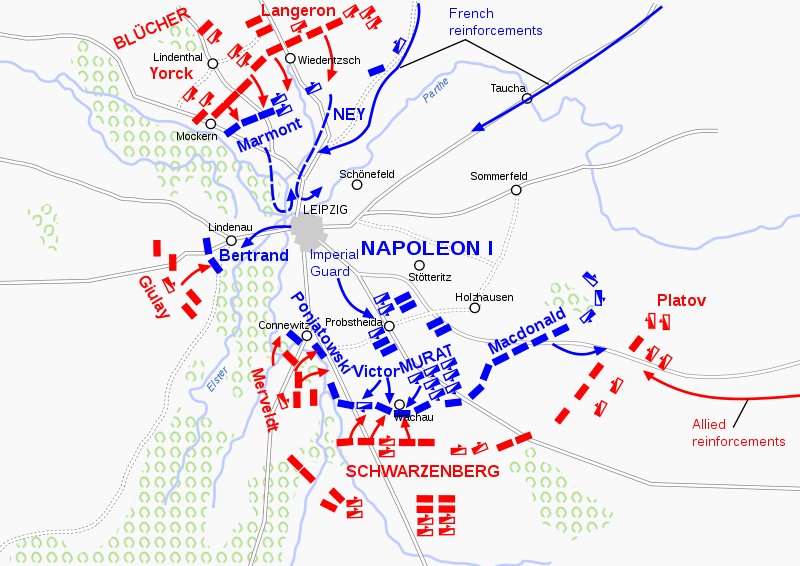
plán začátku bitvy – 16. října 1813
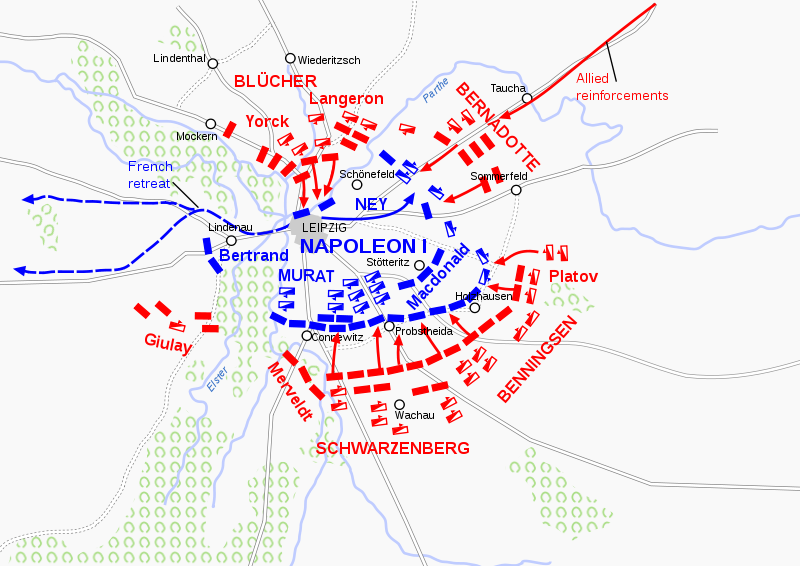
plán 2. fáze bitvy – 18. října 1813

18. října spojenci zahájili masívní ofenzívu na všech frontách, jejímž výsledkem byla devítihodinová řež a těžké oboustranné ztráty. Když Napoleon viděl, že bitva je ztracená, zahájil v noci z 18. na 19. ústup přes řeku Elster. Vše šlo dobře, až do ranních hodin, kdy kvůli chybě sapérů došlo k předčasnému zničení mostu (jediná volná cesta k úniku). Několik tisíc mužů bylo odříznuto. Někteří se snažili přeplavat přes rozvodněnou řeku a zaplatili za to životem. Mezi nimi byl také maršál (jmenován právě předešlého dne) francouzského císařství, polský kníže Poniatowski, bratranec vítězného Karla Schwarzenberga. Zbytek zachránivší se armády ustupoval směrem k Francii.